# Chen Jiru
Chen Jiru (Huating, 1558 - ?, 1639) (en xinès simplificat: 陈继儒; en xinès tradicional: 陳繼儒; en pinyin: Chén Jìrú), conegut també com a Chen Meigong, fou un pintor, cal·lígraf, escriptor i poeta xinès durant la dinastia Ming. Va néixer vers el 1558 a Huating, actualment al districte de Songjiang (Xangai), i va morir el 1639. Fou també un expert en ceràmica relacionada amb el te.

## Obra pictòrica
Chen Jiru fou un artista paisatgista que també va pintar natures mortes, flors de prunera i bambús. El bambú i la flor del pruner juntament amb el crisantem i l'orquídia formen els denominats Quatre cavallers de la pintura xinesa i estan relacionats amb les quatre estacions: l'orquídia (la primavera), el bambú (l'estiu), el crisantem (la tardor) i la flor del pruner (l'hivern).
Va ser una figura destacada de l'Escola d'Huating amb Dong Qichang, Mo Shilong.